# Géza Hegedüs
Géza Hegedüs (ur. 14 maja 1912 w Budapeszcie, zm. 9 kwietnia 1999 tamże) – węgierski pisarz. W gimnazjum napisał dwa opracowania naukowe o węgierskim pisarzu i bojowniku Györgyu Bessenyei oraz wiele drobniejszych prac. W 1935 ukończył prawo. Pierwszą powieść wydał w 1937, później cenzura zakazała wydawania jego książek. Pracował jako aplikant sądowy, dramaturg, dziennikarz, oficer. Po II wojnie światowej został profesorem Wyższej Szkoły Teatralnej i Filmowej, współpracował również z radiem. Większość z jego książek stanowią powieści historyczne dla młodzieży.

## Wyróżnienia i nagrody
- Nagroda im. Attili Józsefa (1951, 1954, 1975)

## Wybrane utwory
- A mindentudás városa (pl. Miasto wszelakiej wiedzy, 1955)
- A milétoszi hajós (pl. Żeglarz z Miletu, 1955)